# Voivodia de Troki
A voivodia de Troki (lituano: Trakų vaivadija, polonês: Województwo trockie) foi uma unidade de divisão administrativa e governo local no Grão-Ducado da Lituânia (depois da União de Lublin ela, juntamente com todo o Grão-Ducado da Lituânia, tornou-se parte da República das Duas Nações) do século XV até as partições da Polônia em 1795.
O voivoda de Troki (lituano: Trakų vaivada) foi um dos mais importantes cargos oficiais do Grão-Ducado da Lituânia. O voivoda era um membro ex officio do Conselho Lituano de Cavalheiros.
Os governadores da voivodia (wojewodas) tinham sua residência na cidade de Troki, perto do lago Galvė, norte da Península do Castelo de Trakai.
Voivodas:
- Jonas Goštautas (1440)
- Radvila Astikas (1466-1477)
- Martynas Goštautas (1480-1483)
- Albrecht Goštautas (1519-1522)
- Stanislovas Goštautas (1542)
- Mikołaj Krzysztof "o Órfão" Radziwiłł (1590-1604)
- Janusz Skumin Tyszkiewicz (1626-1640)
- Piotr Pac (1640-1642)
- Tadeusz Franciszek Ogiński (1770-1783)
- Józef Mikołaj Radziwiłł (desde 1788)

Divisão administrativa - 4 powiaty:
- Condado de Grodno (powiat grodzieński)  Grodno
- Condado de Kowno (powiat kowieński)  Kaunas
- Condado de Troki (powiat trocki)  Trakai
- Condado de Upytė (powiat upicki)  Panevėžys

(nota: a capital deste powiat não era Upytė, mas Panevėžys)